# Badisowate
Badisowate (Badidae) – rodzina niewielkich, słodkowodnych ryb okoniokształtnych. Większość obecnie znanych gatunków została niedawno odkryta.

## Zasięg występowania
Azja – dorzecze Gangesu, Brahmaputry i Mahanadi.

## Cechy charakterystyczne
Badisowate osiągają niewielkie rozmiary. Największy Badis badis – zaliczany dawniej do rodziny Nandidae – dorasta do 8 cm długości.

## Klasyfikacja
Rodzaje zaliczane do tej rodziny:
Badis – Dario